# ساكن الحرج النخلي الداكن
ساكن الحرج النخلي الداكن (الاسم العلمي: Bebearia mardania)، نوع من الفراشات التي تتبع جنس ساكن الحرج وفصيلة الحورائيات. يوجد في غينيا وسيراليون وليبيريا وساحل العاج وغانا وتوغو ونيجيرياوغرب الكاميرون وجمهورية الكونغو. يألف الغابات.
تتغذى اليرقات على النخلة المتدلية ودوم طيبة ونخيل بوراس ونخيل جوز الهند.